# Panamská šíje

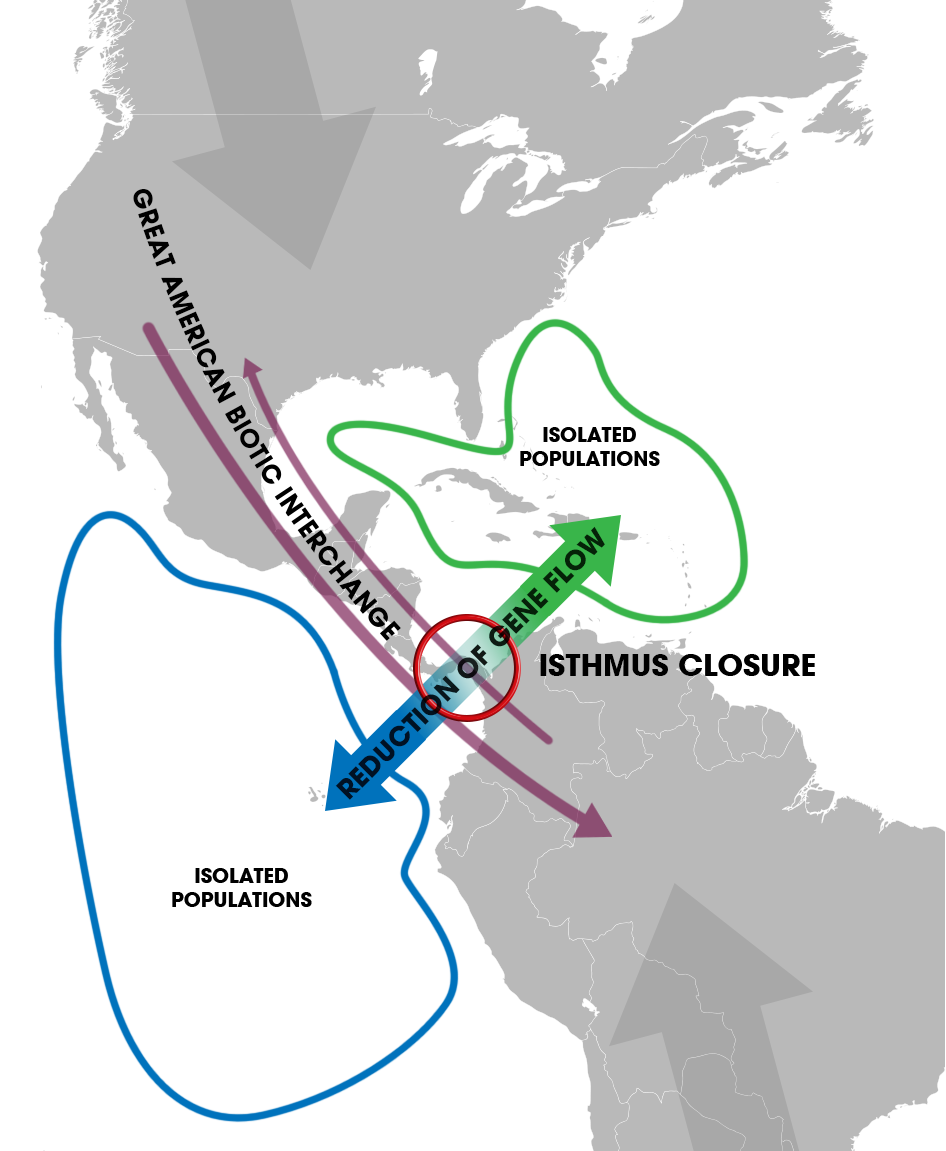
Biologická výměna po spojení Amerik pevninskou šíjí

Panamská šíje (dříve zvaná i Darienská šíje) je úzký pás pevniny spojující Severní (Střední) a Jižní Ameriku. Šíje vznikla během období pliocénu, přibližně před 4 miliony let. Přibližně před 2,7 miliony let došlo k výměně druhů. Spojení mělo větší vliv na diverzitu jihoamerických savců než severoamerických, známá „výměna druhů“ byla tedy disproporční. Oddělení oceánů mělo vliv na Golfský proud a tak i na klima.
Oblast šíje leží v Panamě. Panamská šíje, podobně jako jiné pevninské šíje, měla již od počátku španělské kolonizace strategický význam. Přes šíji vedly první komunikace spojující Karibské moře a Panamský záliv, několik století zde byly pouze cesty, ve druhé polovině 19. století byla zbudována železnice a dnes šíji protíná Panamský průplav.